# RococoWorks
RococoWorks（ロココワークス）は、アダルトゲームブランドである。本社は東京都台東区にある。
倒産したディールの中でも人気のあった作品の一つであるカタハネのスタッフ笛とJ-MENTがメインとなって設立したブランド。
処女作であるVolume7は、問題データが混入したため自主回収した経緯がある。
2011年12月25日、公式サイト上にて2011年12月末日で解散することを発表した。原因は、「仲介グループによる開発資金の横領がおこり、深刻な資金繰りの悪化と信用の低下が起きたため」と説明している。

## 作品一覧
- 2008年10月24日 - Volume7
- 2010年1月29日 - airy［F］airy 〜Easter of Sant'Ariccia〜
- 2011年4月22日 - ヴァニタスの羊

## 主なスタッフ
原画：笛
シナリオ：J-MENT